# Missa solemnis
Missa solemnis nebo Missa sollemnis je latinský termín s významem „slavnostní mše“. 
V liturgii byla missa sollemnis od doby papeže Řehoře Velikého označována jako velká (vysoká) mši. Ve středověku to byla papežská (pontifikální) mše a od přelomu 10. a 11. století znamenalo Levitskou službu s knězem, jáhnem a sub-jáhnem. 

## Missa solemnisv hudbě
V hudbě se termínu Missa solemnis užívá pro zvláště slavnostní a rozsáhlé zhudebnění s odpovídajícím obsazením mešního ordinária, tj. pevných částí liturgie: Kyrie, Gloria, Credo, Sanctus, Benedictus a Agnus Dei, které jsou obvykle komponovány jako jednotlivé věty.  
Tento typ zpracování mše se objevilo v polovině 17. století v Itálii a od 18. století také severně od Alp. Zatímco italští skladatelé používali častě termín Missa concertata (koncertantní mše), zatímco v německých zemích je známa spíše jako kantátová mše, velmi zavádějící termín, protože neexistuje žádný vztah k formě kantát . 
Provedení Velké mše nezřídka překračuje možnosti běžné liturgie, co do rozsahu i symfonického složení, takže jsou běžná koncertní představení. 

## Missa brevis
V kontrastu k misse solemnis stojí missa brevis (krátká mše), v níž je sice také obsažen celý text ordinária, nicméně zhudebnění je v podstatně prostší formě.  
Missa brevis et solemnis je pak smíšená forma, která kombinuje hudebně kratší formu se „slavnostní“ orchestrální instrumentací s trubkami a tympány a vzácněji také hoboje a rohy. 
Typický modelu plně rozvinuté missy solemnis 18. století obsahuje následující prvky: 
- Kyrie je třídílné, částí Christe eleison bývá sólová a Kyrie II je často provedena jako fuga .
- Gloria může mít až jedenáct částí, obvykle s Laudamus te jako sopránová árie a Quoniam jako basová árie a Cum Sancto Spiritu jako fuga
- Intonace kněze v částech Gloria a Credo jsou sladěné s hudbou
- Credo má tři nebo více částí
- Sanctus bývá často sborové a začíná v pomalejším tempu, v části Pleni sunt coeli přechází do rychlejšího tempa, následuje Hosanna jako fuga. Naproti tomu Benedictus je na je obvykle sólové, Hosanna II opět sborové.
- Agnus Dei má dvě části s pomalým začátkem a Dona nobis pacem jako fuga.

Slavné velké mše od 18. století, které více či méně odpovídají tomuto typu, jsou např.: 
- Alessandro Scarlatti: Messa the Santa Cecilia MV 6
- Jan Dismas Zelenka: Missa circumcisionis ZWV 11
- Johann David Heinichen: Missa č. 9 in D
- Johann Sebastian Bach: B vedlejší mše BWV 232
- Johann Adolf Hasse: Missa in d
- Franz Xaver Richter: Missa Hyemalis
- Ignaz Holzbauer: Missa in C
- Jan Václav Stamic: Missa solemnis in D
- Leopold Mozart: Missa solemnis in C
- Johann Georg Schürer: Missa in d
- František Xaver Brixi: Missa integra
- Joseph Haydn: Missa Cellensis na počest Beatissimae Virginis Mariae Hob. XXII: 5
- Carl Ditters von Dittersdorf: Missa solemnis in C
- Wolfgang Amadeus Mozart: Velká mše c moll KV 427
- Vincenzo Righini: Missa solemnis in d

Od 19. století se tento termín používá zejména pro symfonická díla větších rozměrů. Mezi nejznámější díla tohoto typu patří Missa solemnis Ludwiga van Beethovena. Petite messe solennelle (francouzsky „malá slavnostní mše“) Gioachina Rossiniho se v některých ohledech odkazuje na model Beethovenovy Missy solemnis. Mezi další příklady patří Messe solennelle en l'honneur de Sainte-Cécile Charlese Gounoda a Messe solennelle Hectora Berlioze. 